# Chiesa di San Sebastiano (Folgaria)
La chiesa di San Sebastiano è la parrocchiale di San Sebastiano, frazione di Folgaria in Trentino. Appartiene alla zona pastorale Valsugana - Primiero dell'arcidiocesi di Trento e risale alla fine del XIX secolo.

## Storia

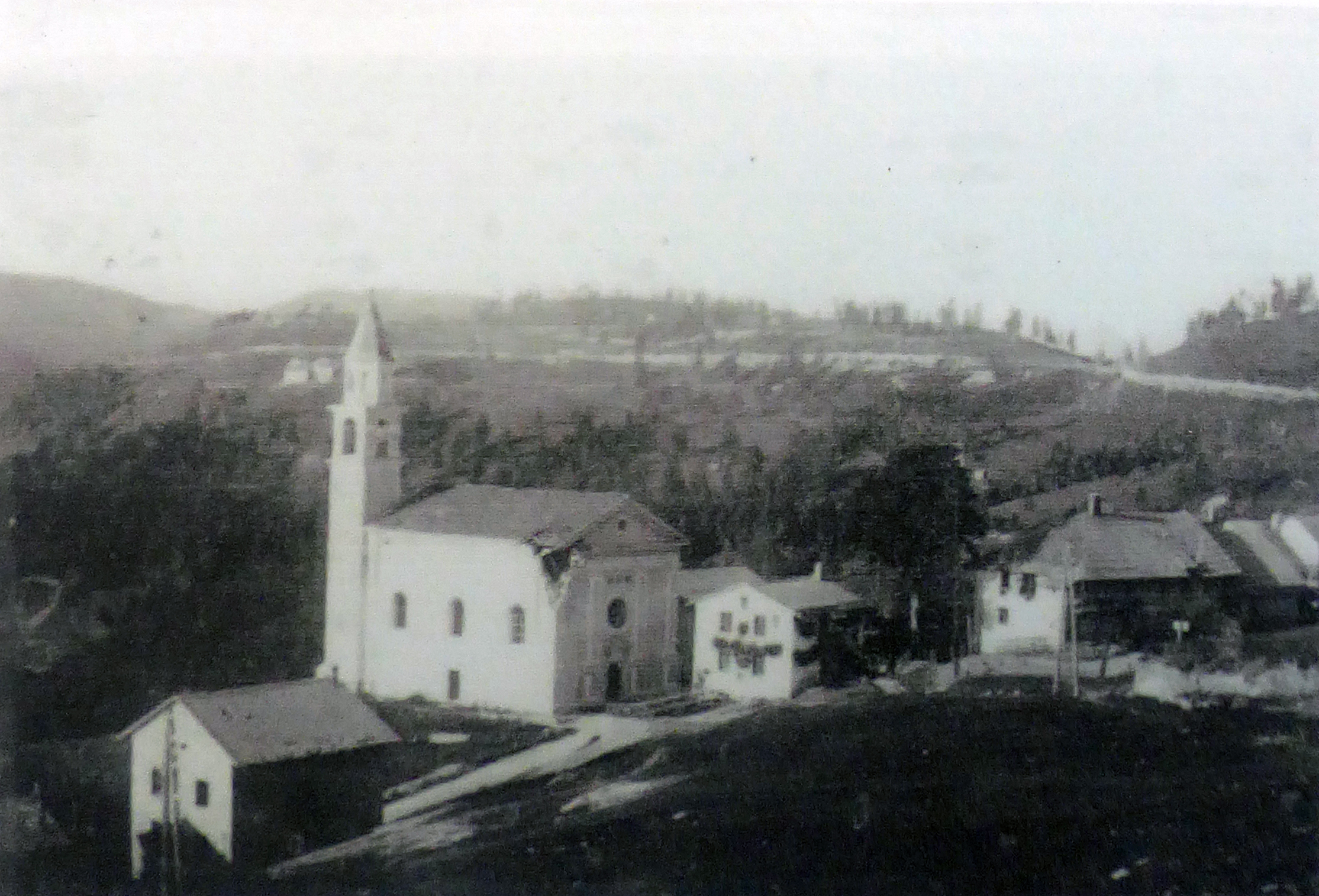
Chiesa di San Sebastiano di Folgaria in una foto che mostra i danni subiti durante il primo conflitto mondiale

Il primo luogo di culto a San Sebastiano di Folgaria risale al 1708, e si trattava di una cappella con dedicazione a San Fabiano e San Sebastiano accanto alla quale, nel piccolo cimitero, i fedeli del posto avevano il diritto di dare sepoltura ai loro morti. Fu solo nel 1736 che tale concessione venne estesa a tutto l'anno, e sempre nel 1736 la cappella venne elevata a dignità di espositura, sussidiaria della pieve di Folgaria.
Contemporaneamente la piccola chiesa ebbe la concessione della custodia dell'Eucaristia e del fonte battesimale, ottenendone la benedizione nel 1737. La solenne consacrazione fu celebrata nel 1877 dal coadiutore del vescovo di Trento Benedetto Riccabona de Reichenfels monsignor Giovanni Evangelista Haller. La dedicazione, da quel momento, fu solo per San Sebastiano.
Verso la fine del secolo ormai il primitivo luogo di culto era ritenuto insufficiente alle necessità dei fedeli, e versava in pessime condizioni. Venne decisa la costruzione di un nuovo luogo di culto nel 1899, affidandone il progetto all'ingegnere Luigi Obrelli, molto attivo in Trentino in quel periodo. Il nuovo edificio venne realizzato in tempi brevi, e i lavori delle strutture murarie vennero ultimati nel 1902. Il completamento delle rifiniture interne, affidato ai fratelli Giuseppe e Luigi Munari, richiese altri due anni di lavori. Il 20 gennaio 1904 la chiesa venne benedetta ed aperta al culto.
La primitiva chiesetta, ormai non utilizzata per le funzioni religiose, fu sconsacrata, venduta e trasformata in scuola per l'infanzia. La solenne consacrazione del nuovo luogo di culto venne celebrata nel 1911. Con gli eventi bellici del primo conflitto mondiale, che toccarono pesantemente l'abitato, sia la nuova chiesa sia l'edificio storico vennero danneggiati. In particolare la primitiva cappella venne rasa al suolo, e rimase solo la torre campanaria e nella nuova chiesa andarono distrutte parte della facciata e della copertura del tetto, oltre alla frantumazione di tutte le vetrature.
Nel primo dopoguerra l'edificio venne restaurato e, il 15 luglio 1922, venne elevato a dignità parrocchiale.

## Descrizione

### Esterno
Il luogo di culto si trova nel centro abitato di San Sebastiano, con orientamento verso sud-est. Il prospetto principale in stile neoclassico è caratterizzato da quattro paraste che reggono il frontone triangolare con al centro un oculo. Il portale architravato e con decorazione nella cornice superiore si trova nella parte mediana e sopra di esso un grande rosone con vetri policromi. I fianchi della struttura sono simmetrici entrambi con tre ampie finestre che portano luce alla sala. La torre campanaria si trova nella parte absidale, sulla sinistra mentre la sacrestia si trova sulla destra.

### Interno
La navata interna è unica con volta a vela e suddivisa in tre campate. La sala ha per ogni lato due cappelle, simmetriche. Il presbiterio è leggermente rialzato. Sull'altare maggiore si conserva la pala di Vittorio Melchiori raffigurante San Sebastiano dipinta nel 1942.